# Ладижинська ТЕС
Лади́жинська ТЕС (Ладижинська ДРЕС) — закладена у 1968 р., введена в експлуатацію у 1970 році, будівництво завершилося у 1972 році в м. Ладижин (Вінницька область), з 2012 року є структурним підрозділом «ДТЕК Західенерго».
На станції встановлено 6 енергоблоків потужністю 300 МВт кожен, які як основне паливо використовують енергетичне вугілля, мазут виступає резервним та аварійним паливом. Висота димових труб становить 250 м.
Електростанція працює на вугіллі марки «Г». На ДТЕК Ладижинській ТЕС використовується 100 % українського вугілля. Станція працює на вугіллі з шахт Павлоградвугілля (Дніпропетровська область). За 2014 рік станція отримала 2,7 млн тон вугілля. За перше півріччя 2015 р. постачання вугілля становило майже 1,5 млн тонн.
В залежності від графіку навантажень та кількості працюючих блоків (від 2-х до шести) ДТЕК Ладижинська ТЕС за добу спалює від 5 до 17 тис. тонн вугілля.
Всю вироблену електроенергію ДТЕК Ладижинська ТЕС відпускає в об'єднану енергосистему України для ДП «Енергоринок».
Завантаження потужностей станції відбувається на підставі енергобалансу електроенергетичної системи України. Станція сполучена лініями електропередачі напругою 330 кВ з південними і центральними районами України.
За 2014 р. ДТЕК Ладижинською ТЕС вироблено 5,4 млрд кВт·год. Це один з найбільших показників обсягу виробленої електроенергії, яка була вироблена Ладижинською ТЕС з 2000 року. За 6 місяців 2015 року станція виробила 2,9 млрд КВт·год. електроенергії.
Останнє десятиліття Ладижинська ТЕС (через зношеність обладнання і поступове зниження технічної можливості нести максимальне навантаження), працювала, у середньому, 2-3 енергоблоками. З приходом ДТЕК на енергоблоках Ладижинської ТЕС були проведені якісні ремонти, аби підтримати технічний стан енергоблоків до моменту проведення запланованих реконструкцій. У планах ДТЕК було провести реконструкцію всіх 6 енергоблоків. Але бойові дії та криза в енергетиці призупинили усі погоджені Міністерством енергетики та вугільної промисловості плани реконструкції.
Щорічно для підтримання обладнання та покращення ефективності роботи основного обладнання на всіх блоках проводяться планові ремонти. Так, в 2014 році практично на усіх на блоках станції було проведено поточні ремонти. На блоці № 4 проведено середній ремонт та замінено два поля на електрофільтрі. Це забезпечило підвищення надійності роботи обладнання блоку та зменшило викиди твердих речовин в атмосферу. Навантажувальна здатність енергоблоку підвищилась на 12 МВт (до 273 МВт). У 2015 році проведено середній ремонт енергоблоку № 1. Замінено похилу ВРЧ, виконаний капітальний ремонт ДС-1А із заміною робочих коліс, проведено реконструкцію збудження генератора.

## Історія
На березі водосховища весною 1968 р. відбувся урочистий мітинг, присвячений початку будівництва.
Споруджувалася станція як дослідна — максимально скорочувався час на будівництво і монтаж устаткування.
Комплектували ТЕС однотипним обладнанням, будівництво головного корпусу закінчили до початку монтажу, монтажні роботи проводились поточно за роздільною схемою. Спорудження головного корпусу тривало рівно рік. Електростанцію встановленою потужністю 1 800 000 кВт було споруджено за 44 місяці замість 68 за тодішніми нормативами.
З грудня 1970 року до грудня 1971-го було введено в експлуатацію всі 6 енергетичних блоків по 300 МВт кожен. Щорічна потужність енергостанції склала 27 мільйонів кіловат-годин.
Нагородами Батьківщини відзначено 58 будівельників Ладижинської ДРЕС. Бригадиру електромонтажників І. А. Бабицькому присвоєно звання Героя Соціалістичної праці. Орденами Трудового Чергового Прапора нагороджені бригадири П. Є. Мельник, А. Г. Згода, П. М. Каралаш. Начальника управління будівництвом електростанції Г. М. Аксьонова нагороджено орденом Леніна.
Далі настала черга експлуатаційників. Велика кількість головних зразків обладнання, швидкі терміни введення устаткування, монтажні недоробки змушували експлуатаційний персонал швидко освоювати обладнання і набувати необхідного фахового рівня.
Першим директором ДРЕС став М. В. Русанов, що пробув на посаді два десятиліття. Під його керівництвом Ладижинська ТЕС стала флагманом області та усієї України. М. В. Русанов був нагороджений орденом Трудового Червоного Прапора, Дружби народів, орденом «Знак пошани». Другим директором став Є. К. Якушин, що був нагороджений орденами «Дружби народів» та « Знак пошани».
Великий внесок у модернізацію вузлів електростанції зробили винахідники та раціоналізатори підприємства:
- впровадження мембранних запобіжних пристроїв для захисту елементів теплової схеми від підвищення внутрішнього тиску (уперше в Україні);
- модернізація схем технологічного захисту і блокування;
- нові технології очищення різноманітних поверхонь нагрівання від відкладень;
- футерування пило-, золо- і шлакопроводів базальтовим литтям;
- рециркуляція димових газів у верхню частину топки;
- впровадження бездеаераторної теплової схеми (першої в Україні);
- повітряне розхолодження турбін перед їх виведенням в ремонт;
- сушіння трубних пучків конденсаторів турбін підігрітим повітрям;
- оброблення мережної води в системах теплопостачання ультразвуком;
- встановлення передввімкнених змішуючих охолоджувачів пари перед підігрівниками низького тиску.

На водосховищі-охолоджувачі Ладижинської теплової електростанції розташовано Ладижинську ГЕС потужністю 7,5 МВт.

## Інциденти
28 квітня 2012 року, близько 22:00 у результаті аварії на Ладижинській ТЕС у Ладижині та більше ніж 11 районах Вінниччини та у сусідніх областях зникло світло. Причиною раптового зникнення світла 28 квітня у Ладижині та ще в 11 районах, стала пожежа на трансформаторній підстанції на території Ладижинської ТЕС. Близько 22:00 стався витік трансформаторної оливи на одній із підстанцій, внаслідок чого відбулося коротке замикання і обладнання спалахнуло. Одразу після загоряння спрацювала захисна система, яка відімкнула електроживлення ліній електропередач. Після пожежі на Ладижинській ТЕС запланували реконструкцію на більш ніж 400 млн.

### Російсько-українська війна
11 жовтня 2022 року, на наступний день після масованого ракетного обстрілу України На Ладижинській ТЕС унаслідок обстрілу російськими дронами-камікадзе пошкоджене енергетичне обладнання, на об'єкті працює критично необхідний персонал.
Трохи згодом російські військові завдали повторного удару, коли на станції працювали рятувальники для ліквідації наслідків першої атаки. За попередньою інформацією, є 6 постраждалих, їм надана медична допомога та доправлено до лікарні.